# Dorte Marie Søndergaard
Dorte Marie Søndergaard (født 3. december 1957) er en dansk forsker i socialpsykologi med fokus på sociale og subjektive tilblivelsesprocesser blandt børn og unge. Hun har siden 2002 været professor ved Danmarks Pædagogiske Universitetsskole (DPU) under Aarhus Universitet. Søndergaard blev DPhil. fra Universitetet i Oslo i 1996, fik sin MA i psykologi fra Københavns Universitet i 1986.

Søndergaards forskning har haft fokus på betydningen køn og andre sociale kategorier. Hun har skrevet om mobning og relationel aggression i skole og gymnasium; forsket i, hvordan mobbepraksisser, marginalisering og eksklusionsprocesser etableres og udfordres. Hun har også forsket i virtuelle spil og andre teknologier, der rummer humane imitationer, og i deres betydning for børns og unges relateringspraksisser, oplevemåder og subjektivering  Arkiveret 7. maj 2022 hos  Wayback Machine.